# Képletpiramis

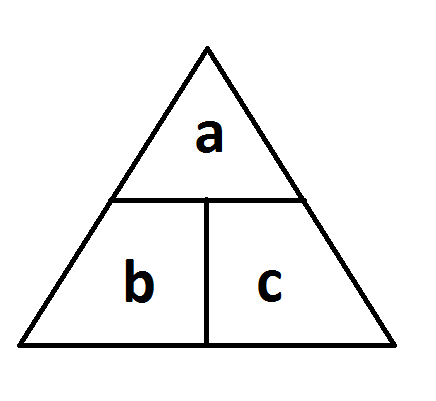
Általános alakja

A képletpiramis az a = b × c típusú képletek ábrázolására szolgál; segítségével könnyen megjegyezhető az adott képlet.
A fent található betű azt a mennyiséget jelöli, amely két másik mennyiség szorzatából áll elő – ezek az alsó sorban szerepelnek.
Példaként Ohm törvénye:

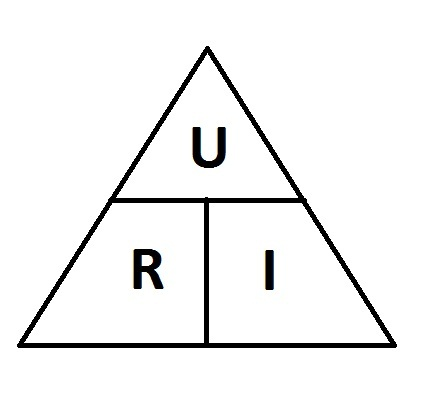
Ohm törvénye a képletpiramisban

A keresett változót letakarva kapjuk a kifejezés jobb oldalát, így a képletpiramisból könnyen kiolvashatók az alábbi képletek:
- U = R × I
- R = U / I
- I = U / R